# Ashland City
Pour les articles homonymes, voir Ashland.
Ashland City est une ville des États-Unis, siège du comté de Cheatham, dans l’État du Tennessee. Lors du recensement de 2010, sa population s’élevait à 4 541 habitants.
Elle est située à une vingtaine de kilomètres au Nord-ouest de Nashville, sur la rive droite de la Cumberland.

## Source
- (en) Cet article est partiellement ou en totalité issu de l’article de Wikipédia en anglais intitulé « Ashland City, Tennessee » (voir la liste des auteurs).